# Adventkirche
Adventkirche oder Adventskirche ist der Name folgender Kirchengebäude:
- Adventkirche (Bensberg), Bergisch Gladbach
- Adventkirche (Berlin), Prenzlauer Berg
- Kirche Zur Wiederkunft Christi, Berlin-Steglitz
- Adventkirche (Dortmund)
- Adventskirche (Dröschede), Iserlohn
- Adventskirche (Hamburg-Schnelsen), Hamburg
- Adventskirche (Jägersburg)
- Adventskirche (Kassel)
- Adventkirche (Lübeck)
- Adventskirche (München), Neuaubing
- Adventskirche (Sinzig)
- Adventskirche (Stechlin)
- Adventskirken, Kopenhagen